# Intervention de l'Iran dans la guerre civile syrienne

Position respective de la Syrie (orange) et de l'Iran (vert).

L'intervention de l'Iran dans la guerre civile syrienne commence dès son début en 2011. L'engagement diplomatique, militaire et financier de l'Iran et de la Russie aux côtés du régime syrien fait que l'on parle parfois d'un axe Syrie-Iran-Russie. Depuis 2011, l'Iran aurait réorganisé les forces des combattants pro-régime, poussé le Hezbollah à combattre à leurs côtés (voire à s'y substituer par endroits) et dépensé « des milliards » en aides financières (entre 6 et 35 milliards de dollars par an, d'après l’envoyé de l'ONU pour la Syrie, Staffan de Mistura). Il est devenu « un interlocuteur incontournable » pour les négociations internationales sur cette guerre civile et un allié privilégié pour la Russie dans sa volonté de soutenir le régime syrien.
En octobre 2015, on estime qu'il y a environ 5 000 pasdarans en Syrie, officiellement des conseillers, en plus des milliers de combattants du Hezbollah libanais, indéfectible allié chiite de l'Iran (le total est estimé entre quinze et vingt mille hommes) dont[Qui ?] environ un millier y sont morts. Les pasdarans y dirigeraient les membres du Hezbollah, venus du Liban, d’Irak, d’Afghanistan (recrutés et formés en Iran même), qui ont « graduellement remplacé les forces régulières sur de nombreux terrains », fournissant également du matériel militaire léger et lourd.
Malgré cela, jusqu'à l'intervention militaire de la Russie, commencée le 30 septembre 2015, « l’Iran ne paraissait plus capable d’empêcher le recul du régime syrien sur presque tous les fronts militaires », mais la présence au sol des combattants pro-Iran est indispensable pour l'efficacité de l'intervention russe.

## Contexte
Le lien politique entre l'Iran et la Syrie date de la révolution iranienne de 1979, par le rejet commun de l'Irak de Saddam Hussein et d'Israël. Il s'est renforcé durant la guerre Iran-Irak entre 1981 et 1988, la Syrie ayant été le seul État arabe à soutenir l'Iran. Ces deux pays soutiennent depuis le Hezbollah libanais, tant en armes, que financièrement et idéologiquement. Encore aujourd’hui, la Syrie représente «le tête de pont idéale pour acheminer l’aide iranienne au Parti de Dieu». Cette organisation financée par l’Iran lui permet de prendre officieusement part à certains conflits, comme avec le Liban ou avec Israël encore aujourd’hui. Ce partenariat entre la Syrie, l’Iran et son organisation Hezbollah est d’autant plus important que « si la Syrie tombe, avec elle s’effondreront les flux d’armements destinés au Hezbollah. Alireza Nader explique que la République islamique perdrait ainsi son seul moyen de pression directe contre Israël ». La Syrie et l'Iran ont signé en 2008 un traité de défense commune. Depuis 2011, l'Iran a fourni à la Syrie « des chars, des transports de troupes, des batteries de roquettes et des missiles balistiques iraniens (Fateh 110 ou M-600) qui ont toujours figuré dans l’arsenal de Damas, [...] dix chasseurs bombardiers Su-22 [...] de confection soviétique, reliquats de la flotte irakienne partie se réfugier en Iran, à la veille de l’opération Tempête du désert en 1991 ». Les désertions au sein de l'armée syrienne et ses échecs militaires face aux rebelles ont rendu l'aide iranienne indispensable à la survie du régime de Bachar el-Assad, les conseillers iraniens sont devenus omniprésents à tous les niveaux du pouvoir et de l'économie, contre l'avis de certains proches de Bachar el-Assad qui ont été mis à l'écart, ont fui le pays ou sont morts. Les hauts gradés de l'armée syrienne et les hommes d'affaires vivent mal cette omniprésence, et le poids de l'Iran est tel dans les décisions de toutes sortes, qu'en 2013 un proche d’Ali Khamenei, le Guide suprême iranien, se félicitait que la Syrie soit devenue « la 35e province d’Iran ».
La Syrie est pour l'Iran, « par procuration », un débouché sur la Méditerranée, une frontière avec Israël et un point d'appui pour ses actions dans la région, à travers le Hezbollah. C'est aussi un allié de poids dans la rivalité régionale (rivalité religieuse, militaire et économique) entre l'Iran et l'Arabie saoudite (acteur principal de la Ligue arabe et fidèle allié des États-Unis), qui n'ont jamais manqué une occasion de se faire la guerre à travers des conflits chez leurs voisins plus ou moins proches : Afghanistan, Pakistan, durant le printemps arabe de 2011 à Bahreïn, et au Yémen en 2015. Le régime de Bachar el-Assad serait devenu pour l'Iran la « ligne de front de la résistance » contre les États-Unis et Israël, mais le vice-ministre des affaires étrangères iranien a assuré, en 2015, que l’Iran « ne travaille pas à maintenir el-Assad au pouvoir pour toujours ».
L'arrivée au pouvoir en Irak de Chiites faciliterait le transfert d'hommes et de matériels (par avions notamment) entre l'Iran et la Syrie, d'autant plus que l'Iran propose, depuis janvier 2014, une aide militaire croissante à l'Irak pour combattre l'État islamique qui occupe une grande partie de son territoire, et ceci malgré le soutien officiel des États-Unis à l'Irak ; d'ailleurs États-Unis et Iran ont des intérêts communs, et collaborent à travers l’État irakien, dans leur combat contre l'EI,.
Cette intervention iranienne a débuté dans un contexte politiquement et économiquement difficile pour l'Iran car il est soumis depuis 2006 à un embargo économique par l'ONU[réf. nécessaire] (en 1996, les États-Unis ont imposé un embargo sur les importations de pétrole et d’autres produits iraniens, et en 2012 l'Union européenne décide d'un embargo pétrolier graduel, et de sanctions financières) en réponse à son programme nucléaire, et sur les ventes d'armes (la résolution 1747 des Nations unies interdit à l'Iran d'exporter des armes, et la résolution 1929 du Conseil de sécurité de l’ONU, de juin 2010, restreint les ventes d'armes à l'Iran), ce qui légitime les reproches qui lui sont faits sur ses fournitures d'armes à la Syrie. Toutefois la signature d'un accord sur le nucléaire iranien, en avril-juillet 2015,, ouvre des perspectives de levées à courts termes de ces embargos. La Russie n'a pas ce type de contrainte officielle, du moins jusqu'en mars 2014 quand elle annexe la Crimée, ce qui amène les occidentaux à chercher à isoler la diplomatie russe, celle-ci s'imposera par son intervention militaire de soutien à la Syrie de Bachar el-Assad. À partir d'une date indéterminée, « les Occidentaux laissent agir » l'Arabie saoudite et le Qatar pour fournir des armes à la rébellion syrienne, ce trafic d'armes se faisant à la frontière entre la Syrie et l'Irak, ou celle commune avec la Turquie.
Cette guerre civile a ruiné la tentative de rapprochement de l'Iran et de la Turquie amorcée en 2006 en des termes alors amicaux : dès 2011, la Turquie, membre de l'OTAN, affiche son opposition au régime syrien, puis aide matériellement les rebelles, accueille le quartier général de l'Armée syrienne libre, jusqu'à son rapatriement en Syrie en septembre 2012, puis le Conseil national syrien (CNS), et les Frères musulmans syriens. Toutefois, dès 2013 les deux pays réaffirment leur volonté d'intensifier leurs échanges commerciaux.
La coopération de l'Iran et de la Russie dans cette affaire semble être guidée par des intérêts communs en Syrie, par l'opposition commune à la politique américaine et de la Ligue arabe, mais ils sont aussi en concurrence et leurs intérêts ne sont pas toujours en accord,. D'ailleurs, « certains analystes estiment même que la raison pour laquelle Damas a appelé Moscou à l’aide tient à la progression des rebelles, mais aussi à l’ingérence croissante de Téhéran dans ses affaires ».
Les printemps arabes en Tunisie et en Égypte ont été interprétés en Iran comme des mouvements populaires faisant chuter des dictatures pro-occidentales, mais la contestation de la population syrienne a été interprétée comme un « complot américano-sioniste ».

## Déroulement

### En 2011
En février, pour la première fois depuis la révolution iranienne de 1979, deux navires de guerre iraniens traversent le canal de Suez, et accostent au port syrien de Lattaquié, pour « faire de l'entraînement », dans le cadre des « relations stratégiques » entre l'Iran et la Syrie
Dès la fin mars, des officiels américains affirment que l'Iran fournit une assistance technique à la Syrie pour surveiller sa population et réprimer les foules,, et, au moment où la répression devient sanglante, l'Iran est accusée d'y envoyer « des instructeurs et des conseillers » dont certains viendraient de la Force Qods.
Fin juin, ces accusations ont été reprises par l'Union européenne qui a décidé de sanctions individuelles contre trois hauts responsables iraniens des Pasdarans,.
En août, ces accusations seront démenties par l'Iran depuis l'ONU : « Nous démentons tout rôle dans les affaires intérieures de ce pays » déclare le porte-parole du ministère des affaires étrangères iranien. Fin août, l'Iran semble avoir pris des contacts avec la rébellion syrienne, et appelle aussi Bachar el-Assad à dialoguer avec elle,, tout en continuant d'accuser l'occident d'exploiter la crise syrienne.
Fin août dans un entretien à la chaîne de télévision libanaise du Hezbollah Al-Manar et le 22 octobre 2011 dans un entretien à la chaine américaine CNN, le président iranien Mahmoud Ahmadinejad tient des propos semblables : l'Iran « condamne les morts et les massacres en Syrie », « Nous avons une solution claire pour la Syrie, c'est que toutes les parties s’assoient ensemble autour d'une table et trouvent un accord », « Toutes ces morts ne peuvent apporter aucune solution, et à long terme elles ne feront que conduire à une impasse »,. Appels qui resteront lettre morte, tout comme l'ultimatum au 19 novembre de la Ligue arabe pour que le régime cesse ses violences, alors que des militaires syriens dissidents commencent à s'organiser pour répliquer, des sanctions contre la Syrie seront alors décidées par la Ligue arabe, poussée par l'Arabie saoudite. Ces appels de l'Iran précèdent la proposition déposée à l'ONU, par la Russie, d'une résolution condamnant les violences de toutes les parties en Syrie, ce qui est interprété comme un soutien hésitant au régime syrien ; tandis que le nombre de victimes de la répression se compte en milliers,,.
À une date indéterminée, d'après les Frères musulmans, l'Iran aurait pris contact avec eux pour leur proposer de diriger le gouvernement syrien en laissant la présidence à Bachar el-Assad.
Durant toute l'année 2011, l'opposition accuse le pouvoir de collaborer avec des soldats iraniens pour la répression.

### En 2012
Début janvier, un ancien haut responsable des finances syriennes, Mahmoud Souleimane Haj Hamad, qui était l'inspecteur financier auprès du chef du gouvernement et avait aussi en charge le ministère de la défense, fait défection à l’État syrien et affirme que l'Iran et l'Irak fournissent une aide financière à la Syrie pour sa répression.
En janvier, le général iranien Qassem Souleimani, haut responsable pasdaran chargé de la force Al-Qods, effectue une visite supplémentaire à Damas.
Le 16 février, les États-Unis accusent l'Iran de soutenir des groupes terroristes tels que Al-Qaida, Al-Qaida en Irak, le Hezbollah (libanais) et le Hamas (palestinien) et le ministère des renseignements et de la sécurité iranien (Vevak) d'exporter « ses pratiques barbares pour soutenir la répression odieuse du régime syrien contre sa propre population ».
Le 16 février, et alors que depuis plusieurs mois l'armée arabe syrienne use de ses armes contre les manifestants, par un vote de 137 de ses 193 pays membres, l'Assemblée générale des Nations unies a adopté une résolution (non contraignante, comme toute résolution de l'Assemblée générale) exigeant « la fin immédiate des violences contre les civils », exprimant son plein soutien au plan de paix de la Ligue arabe - qui prévoit le transfert des pouvoirs du président syrien Bachar Al-Assad à son vice-président - et à la nomination d'un envoyé spécial de l'ONU pour la Syrie. L'Iran, la Russie et une dizaine d'autres pays, ont voté contre,.
Le 20 février, deux navires de guerre iraniens sont arrivés au port syrien de Tartous, en Méditerranée et ont pris le chemin du retour le mardi 21 février, par le canal de Suez.
Le 25 février, la Tunisie et le Qatar ont plaidé en faveur de la création d'une « force arabe » intervenant en Syrie, dans le cadre de la Ligue arabe, la France a estimé que cette force devrait auparavant obtenir "le feu vert" du Conseil de sécurité de l'ONU. En réponse, l'Iran a réaffirmé son opposition à toute intervention militaire en Syrie, et a également assuré que Téhéran « n'envoie pas d'armes et n'intervient pas militairement » dans ce pays, contrairement à ce qu'affirment les Occidentaux.
En mars, des officiels américains indiquent que l'Iran fournit des conseillers, des équipements, des armes, des outils de surveillance et une assistance technique au régime de Bachar Al-Assad, puis lors d'une réunion au Conseil de sécurité de l'ONU, la France, le Royaume-Uni et les États-Unis dénoncent plusieurs transferts « d'armes et de matériel annexe » opérés ces derniers mois de l'Iran vers la Syrie, en violation des sanctions internationales contre Téhéran, l'Iran affirme avoir remis 40 tonnes d'« aides médicales » au Croissant-Rouge syrien.
En mars, à l'ONU, l'Iran a réaffirmé son « soutien total » au gouvernement syrien et a rejeté sur les pays occidentaux et arabes la responsabilité de l'aggravation de la crise, affirmant ainsi son désaccord envers le plan de règlement de la Ligue arabe qui y est proposé. Toutefois en avril, ce plan de paix, présenté par Kofi Annan, ayant reçu l'accord du conseil de sécurité de l'ONU, dont l'accord de la Russie et de la Chine, est accepté aussi par le régime syrien, et reçoit le soutien de l'Iran « à la condition qu'il ne prône pas une mise à l'écart du président syrien, Bachar Al Assad ». Kofi Annan déclarera que sa mission est un échec le 2 août de la même année. Recevant en Iran un diplomate syrien, le président iranien, Mahmoud Ahmadinejad, déclare à propos de ce plan de paix, « Les Américains, en mettant en avant la défense de la liberté et de la démocratie, cherchent à dominer la Syrie, le Liban, l'Iran et tous les autres pays et il faut être vigilant et ferme face à ces complots » et « La République islamique d'Iran n'a aucune limite pour développer ses relations avec la Syrie et fera tout pour soutenir ce pays ».
En mars, commencerait simultanément la militarisation de la rébellion syrienne et l'arrivée de « djihadistes internationaux ».
En juin un rapport de l'ONU détaille les ventes d'armes de l'Iran à la Syrie, alors qu'un rapport similaire n'avait pu être publié en 2011 à la suite des pressions de la Russie. « Les armes adressées à la Syrie, qui ont été saisies par les autorités turques, étaient des fusils d'assaut, des mitrailleuses, des explosifs, des détonateurs, des obus de mortier de 60 mm et 120 mm ainsi que d'autres matériels ». En juillet, la Russie affirme qu'elle ne signera plus de contrat d'armement avec la Syrie, mais continuera d'honorer les contrats en cours, et se déclare dans son bon droit en poursuivant ce commerce, après avoir empêché, en usant de son veto à l'ONU, l'adoption du moindre embargo contre Damas.
Le 29 juillet, à l'occasion de la visite d'un diplomate syrien en Iran, où il rencontre Saïd Jalili, secrétaire du Conseil suprême de la sécurité nationale et homme de confiance du Guide suprême, Ali Khamenei, ainsi que le président du Parlement, Ali Larijani, puis le président Mahmoud Ahmadinejad, les officiels iraniens parlent d'un « complot international » d'Israël, des États-Unis et de l'OTAN, avec l'aide de pays de la région, qui viserait à renverser le régime syrien, puis ont affirmé que les alliés de la Syrie « ne permettront pas un changement de régime » à Damas, le diplomate syrien a accusé « le Qatar, l'Arabie saoudite, la Turquie » d'attiser la violence en soutenant les rebelles et en leur fournissant des armes. Une visite de ministres syriens, quelques jours plus tôt, a été l'occasion d'un accord pour importer de l'électricité depuis l'Iran vers la Syrie via l'Irak.
Le 30 juillet, l'Iran et la Turquie ont échangé des menaces concernant leur aide respective au régime syrien et à la rébellion syrienne (les rebelles d'Alep disposent d'un passage libre vers la Turquie, distante de 45 kilomètres, leur permettant d'acheminer renforts et munitions dans la ville et la Turquie accueille le quartier général de l'Armée syrienne libre) : contre toute attaque turque en territoire syrien, Téhéran ripostera « durement » pour venir au secours de son allié, alors que le 26 juillet le président turc, Recep Tayyip Erdogan, a accusé le régime syrien d'avoir « confié » plusieurs zones du nord de la Syrie aux Kurdes du PKK et prévenu qu'Ankara pourrait exercer son droit de poursuite à chaud en Syrie contre ces rebelles kurdes de Turquie.
Le 6 août, à la suite de son échec à Damas, la rébellion accuse l'Iran d'aider le régime syrien, notamment par l'envoi de pasdarans auprès de l'armée régulière syrienne, dont 48 seraient otages des rebelles, et alors que l'Iran parle de pèlerins dont il demande la libération, allant, pour cela, jusqu'à solliciter officiellement la coopération du secrétaire général de l'ONU, Ban Ki-moon. Le 7 août, le chef de l'état-major iranien, Hassan Firouzadabi accuse « la Turquie et d'autres pays voisins » de favoriser « les objectifs belliqueux du Grand Satan, les États-Unis », ce qui a perturbé la visite faite, le soir même, par le ministre iranien des Affaires étrangères, Ali Akbar Salehi, à Ankara, à son homologue turc, en vue d'obtenir une aide pour libérer les 48 iraniens retenus en Syrie. Saïd Jalili, émissaire du Guide suprême iranien, l'ayatollah Ali Khamenei, rencontre Bachar el-Assad et aurait déclaré -d'après la télévision syrienne- « l'Iran ne permettra pas que l'axe de résistance, dont il considère que la Syrie est un élément essentiel, soit brisé en aucune façon »
Le 9 août, une « réunion consultative » sur la Syrie se tient à Téhéran, à l'initiative de l'Iran, à laquelle participent douze ou treize pays, dont la Russie, la Chine, l'Irak, l'Afghanistan, le Pakistan, l'Algérie, le Venezuela et le Zimbabwe, mais pas le Liban ni même l'ONU, et sans qu'aucun des pays n'y ait dépêché de ministre ; dans ces conditions, cette réunion apparait comme un indice de l'isolement diplomatique de l'Iran. L'ambassadrice américaine à l'ONU, Susan Rice, a dénoncé cette réunion, déclarant qu'« il n'y a pas de doute que l'Iran joue un rôle malfaisant, non seulement en Syrie, mais plus largement dans la région, par son soutien actif au régime d'Assad », que l'Iran, le mouvement libanais Hezbollah et Damas ont formé une « alliance [qui] est mauvaise non seulement pour l'Iran mais pour la région et pour nos intérêts », et a assuré que les États-Unis vont continuer à « renforcer l'opposition syrienne, à l'aider politiquement et matériellement » et « continuer à faire pression sur le régime Assad jusqu'à ce qu'il s'écroule ».
Le 13 août, lors de la réunion préparatoire, au sommet extraordinaire de l'Organisation de la coopération islamique prévu le lendemain à La Mecque au sujet de la Syrie, et en son absence, les chefs de la diplomatie des pays présents ont demandé, et obtenu le 14 août, sa suspension de l'organisation, seul l'Iran qui s'y est opposé,.
Le 14 août, alors qu'il apparait clairement qu'« au moins certains [des 48] otages » iraniens sont des pasdarans  iraniens, le secrétaire américain à la défense, Leon Panetta, a dénoncé l'Iran qui « essaie de mettre sur pied et former une milice en Syrie pour combattre pour le compte du régime », et il s'est dit inquiet d'une « présence grandissante » de l'Iran en Syrie. L'accusation envers l'Iran de vendre des armes à la Syrie, en violation de la résolution 1747, a été réaffirmée le 23 août par le secrétaire général de l'ONU.
Depuis l'été 2012, les États-Unis, la France et le Royaume-Uni sont engagés dans une politique « plus déterminée de soutien aux groupes anti-Assad », alors que les armes létales sont officiellement exclues, les aides contribuent à la coordination et à l'information des combattants. « Les armes sont achetées grâce à des financements apportés par le Qatar, l'Arabie saoudite, un marché clandestin se développant aux frontières de la Syrie »
Fin août, au sommet des non-alignés à Téhéran, semble se former une troïka de médiateurs internationaux (Égypte, Iran et Venezuela) en vue d'aider à la résolution du conflit syrien, début septembre s'annonce la formation d'un quartet (Égypte, Iran, Turquie et Arabie saoudite), alors que l'opposition syrienne juge que l'Iran est discrédité par son soutien inconditionnel à Damas.
En septembre, dans un rapport remis à la commission des affaires étrangères du Sénat américain, la situation syrienne est analysée comme une « guerre par procuration » menée contre l'Iran par des pays arabes sunnites, Arabie saoudite et Qatar en tête.
Le 16 septembre, le chef des pasdarans reconnait leur présence en Syrie, et au Liban, ajoutant que ce ne sont que des conseillers, propos officiellement démentis le 18.
À la suite de violents combats à Alep, l'Iran propose l'envoi d'observateurs pour les faire cesser, et, selon l'agence iranienne IRNA, le ministre des affaires étrangères iranien, Ali Akbar Salehi, a appelé à « un arrêt simultané des violences par les parties en présence, à un règlement pacifique sans intervention étrangère et à un arrêt de l'aide financière et militaire à l'opposition syrienne », ce ministre est reçu le lendemain par Bachar el-Assad et qualifie les relations entre les deux pays de « très solides ».
Le 20 septembre, l'agence Reuters a eu accès à « un rapport des services de renseignements occidentaux » suivant lequel l'Iran a utilisé des moyens aériens civils pour transporter en Syrie des militaires et de grandes quantités d'armes via l'espace aérien irakien, ceci organisé par les Gardiens de la révolution iraniens, grâce à un accord entre des responsables irakiens et iraniens, bien que l'Irak affirme n'autoriser le passage d'aucune arme par son espace aérien. À Bagdad, un conseiller du premier ministre Nouri Al-Maliki a démenti les affirmations de ce rapport ; le 26 septembre, la secrétaire d’État américaine Hillary Clinton demande à l'Irak de stopper les avions iraniens survolant son territoire à destination de la Syrie, cette demande et les multiples suivantes, bien qu'exprimées « à tous les niveaux du gouvernement irakien », resteront sans effet jusqu'en avril 2013 où auront lieu les premières fouilles d'avions de ligne iraniens survolant l'espace aérien irakien, sans que du matériel prohibé y soit découvert.
Le 1er octobre, le ministre des affaires étrangères iranien Ali Akbar Salehi a dit, à propos d'une éventuelle utilisation d'armes chimiques par le régime syrien, « si un pays quel qu'il soit, y compris l'Iran, utilise des armes de destruction massive, c'est la fin de la validité, de la légitimité (..) de ce gouvernement ».
Le 23 novembre, le président du parlement iranien, Ali Larijani, est reçu à Damas et déclare « l'Iran apprécie toujours le rôle d'avant-garde joué par la Syrie dans le soutien à la résistance [face à Israël et aux États-Unis] », puis le lendemain, s'est entretenu à huis clos avec le premier ministre turc, Recep Tayyip Erdogan, à Istanbul, sans qu'aucune information ne filtre sur la teneur de ces discussions.
En novembre, un accord secret aurait été signé entre la Syrie et l'Iran, et dévoilé à la presse européenne en octobre 2013, suivant lequel « l'Iran a autorisé le régime syrien à stationner ses avions de chasse sur son territoire pour les préserver d'une attaque étrangère »
Fin novembre, l'Iran condamne le projet d'installation par l'OTAN de missiles Patriot en Turquie, à la frontière syrienne, parlant, en décembre, de « provocation », de « ligne de défense pour l’État sioniste », affirmant « les pays occidentaux approuvent un à un le déploiement des missiles Patriot à la frontière entre la Turquie et la Syrie en préparant une guerre mondiale, ce qui est extrêmement dangereux pour l'avenir de l'humanité ».
Le 17 décembre, l'Iran propose un plan de sortie de crise pour la Syrie, constitué principalement des points suivantes : « arrêt immédiat des violences et des actions armées, sous la supervision de l'ONU », « la levée des sanctions contre la Syrie afin de permettre la distribution de l'aide humanitaire », « mise en place d'un dialogue une fois le calme revenu, pour former un comité de réconciliation afin d'établir un gouvernement de transition. Le gouvernement sera chargé d'organiser des élections libres pour le Parlement, l'Assemblée constituante, et la présidence », « libération par le gouvernement des prisonniers politiques et le jugement par des tribunaux impartiaux des détenus impliqués dans des crimes », « un comité devra évaluer les dégâts provoqués [par le conflit] sur les infrastructures », tout en exigent de la part des médias une « couverture impartiale », afin que « cesse la campagne actuelle de désinformation contre la Syrie ».
Fin 2012, l'ONU estime que la guerre civile a fait 60 000 morts.

### En 2013
Le 2 janvier, les États-Unis affirment que le Hezbollah libanais joue un « rôle central dans les violences continues que le régime d'Assad inflige au peuple syrien » et « Le Hezbollah et l'Iran vont tous deux maintenir une activité terroriste intense dans un futur proche ».
Le 12 janvier, un échange de prisonniers a lieu entre le régime syrien et les rebelles : les 48 ressortissants iraniens, présentés par les rebelles comme des conseillers pasdarans et par l'Iran comme des pèlerins dont certains seraient des pasdarans à la retraite, sont échangés contre 2 139 civils syriens emprisonnés, sans qu'il soit possible de savoir si certains sont des rebelles ou non. « D'habitude, le régime ne veut pas négocier d'échange de prisonniers », observe le politologue Salam Kawakibi, proche de l'opposition, ajoutant qu'il ne l'a jamais fait, même à la demande de ses alliés chinois et russes, et « s'il l'a fait pour des Iraniens, cela démontre l'énorme pouvoir d'influence de Téhéran sur Damas aujourd'hui ».
À la fin de janvier, à la suite de l'attaque aérienne israélienne contre un centre de recherche de l'armée syrienne, le ministre des affaires étrangères iranien, Ali Akbar Salehi, parle d'un « alignement des groupes terroristes avec les objectifs des sionistes ».
On apprend le 7 février que le chef de la coalition nationale syrienne (CNS), Ahmed Moaz Al-Khatib, et le chef de la diplomatie iranienne, Ali Akbar Salehi, se sont contactés récemment. M. Al-Khatib propose d'entamer des discussions directes avec des représentants du régime n'ayant pas « de sang sur les mains », précisant que tout dialogue devait nécessairement porter sur le départ du président Assad. Cette proposition reçoit l'aval de l'ONU, des États-Unis et de la Ligue arabe et surtout des deux alliés de la Syrie, la Russie et l'Iran. Mais le conseil national syrien, qui fait partie de la CNS dirigée par M. Kathib, refuse cette proposition, ne voulant pas que la « révolution » syrienne devienne « otage de compromis internationaux », et Bachar el-Assad la refuse aussi, dans une déclaration publique,.
Le 14 février, un commandant des Gardiens de la révolution islamique, Hessam Khoshnevis, a été tué par des rebelles syriens sur la route de Damas à Beyrouth. Il était à la tête d'une agence iranienne qui aidait à la reconstruction du Liban après la guerre éclair livrée par Israël au Hezbollah à l'été 2006, et selon le quotidien libanais Al Safir, il s'était rendu en Syrie pour étudier des plans de reconstruction de la ville d'Alep.
Le 15 mars, la France se dit prête à fournir des armes à la rébellion syrienne, ce qui serait contraire à l'embargo jusqu'à fin mai décrété par l'Union européenne, argumentant que « le régime reçoit des armes malgré des sanctions », notamment de la part de l'Iran et de la Russie, alors que l'opposition est « soumise à des règles qui sont celles de l'embargo ». En mai, la France ne parle plus d'une telle possibilité, et semble suivre les choix américains.
Mi-avril, à la suite de l’insistance américaine depuis la fin de septembre 2012, ont lieu les premières fouilles, par les autorités irakiennes, d'avions de ligne iraniens survolant l'espace aérien irakien, sans qu'aucun matériel prohibé y soit découvert.
Fin avril, plusieurs dignitaires religieux sunnites libanais appellent à la guerre sainte contre le Hezbollah en Syrie, en réponse à l'envoi de combattants chiites du Hezbollah combattre des rebelles syriens (sunnites) près de Qousseir dans la province de Homs et frontalière du Liban. À la télévision libanaise du Hezbollah Al-Manar, le chef de ce mouvement, Hassan Nasrallah, a reconnu la présence de combattants en Syrie, dont certains sont « morts en martyrs », précisant « La Syrie compte dans la région de vrais amis qui ne permettront pas que ce pays tombe dans les mains des États-Unis, d'Israël ou des groupes takfiri » et « Il y a actuellement des experts iraniens qui sont en Syrie depuis des dizaines d'années mais pas de forces militaires iraniennes car c'est maintenant le peuple syrien qui combat »,. En mai, le directeur de l'OSDH estime qu'à Qousseir, « c'est le Hezbollah qui mène l'assaut », la raison en serait que ses combattant sont aguerris aux combats urbains, et, le 21 mai, le premier ministre turc, Recep Tayyip Erdogan, estimera qu'il n'y a pas que le Hezbollah qui intervient en Syrie, sous-entendant que l'Iran intervient aussi.
Le 30 avril, l'usage d'armes chimiques par le régime syrien est confirmé par des analyses américaines de victimes syriennes.
Les premiers jours de mai, par deux raids près de Damas, l'aviation israélienne détruit des armes sophistiquées en transit en Syrie, de l'Iran vers le Hezbollah au Liban, le ministre de la défense israélien, Moshé Yaalon, a affirmé que son pays ne « s'impliquait pas dans la guerre civile en Syrie » et « Nous avons fixé des lignes rouges, parmi lesquelles le transfert d'armes perfectionnées à des organisations terroristes comme le Hezbollah et d'autres, ou d'armes chimiques, ou la violation de notre souveraineté le long de la frontière ». La présence de telles armes provenant d'Iran est démentie le 7 mai par le chef de la diplomatie iranienne, Ali Akbar Salehi, ajoutant « Le temps est venu de dissuader l'occupant israélien de mener de telles agressions contre les peuples de la région », et « L'Iran se tient aux côtés de la Syrie face aux agressions israéliennes ».
Le 9 mai, Bachar el-Assad exprime sa « confiance, satisfaction et grande gratitude envers le Hezbollah » et dit vouloir « se rapprocher (du Hezbollah) et nous muer en un pays de résistance comme le Hezbollah, et ce pour la sauvegarde de la Syrie et des générations futures ».
Le 9 mai, le ministère des affaires étrangères syrien et le chef du Hezbollah tiennent des propos contradictoires sur de possibles livraisons d'armes sophistiquées à ce dernier.
Le 15 mai, l'Iran vote contre une résolution, non contraignante, de l'assemblée générale des Nations unies apportant un soutien, par ailleurs jugé assez tiède, aux rebelles syriens.
Mi-mai, la présence ou non de l'Iran à la future conférence internationale de Genève, alors prévue en juin, qui sera repoussée en juillet puis en novembre, sur la Syrie est l'objet de discussions et d'oppositions entre la France, les États-Unis d'un côté et la Russie, de l'autre. « Le principal enjeu de cette conférence est en effet de réunir représentants de l'opposition et du régime syriens autour d'une même table, et donc de trouver des interlocuteurs acceptés par les belligérants et leurs soutiens respectifs ». L'option d'écarter l'Iran de cette conférence semblant en passe d'être retenue, « les chances de la négociation s'en trouvent quasiment anéanties » d'après Bertrand Badie, et « exclure l'Iran de ce processus, alors qu'il est l'un des soutiens les plus importants de la Syrie avec son allié, le Hezbollah, conduirait à un échec de la conférence », estime Julien Barnes-Dacey, membre de l'European Council on Foreign Relations, alors qu'un « haut responsable » français justifie la volonté française en disant « Il faut faire très attention car derrière le dossier syrien arrive la question du nucléaire iranien », craignant que Téhéran monnaie son implication dans la résolution du conflit syrien en réclamant des concessions des grandes puissances sur son programme nucléaire.
Le 29 mai, au sujet de la bataille de Qousseir, le ministre des affaires étrangères français, Laurent Fabius, estime qu'il y a entre 3000 et 4 000 combattants du Hezbollah déployés en Syrie, et « Il y a eu des changements : l'implication totale de l'Iran, l'implication du Hezbollah, le fait que les Russes ont continué à livrer des armes ».
Fin mai, la Coalition nationale syrienne affirme qu'elle « ne prendra part à aucune conférence internationale ou à aucun autre effort de ce genre tant que les militants de l'Iran et du Hezbollah envahissent la Syrie », et formule aussi d'autres conditions à sa participations. Le ministre russe des affaires étrangères, Sergueï Lavrov, accuse l'opposition de saper la conférence de paix internationale, à laquelle le régime de Damas a annoncé sa participation : « On a l'impression que la coalition nationale et ses soutiens régionaux font tout pour empêcher le début du processus politique et obtenir une intervention militaire par tous les moyens ».
Le 2 juin, le Conseil de coopération du Golfe (l'Arabie saoudite, Bahreïn, les Émirats arabes unis, le Koweït, Oman et le Qatar) menace le Hezbollah, qualifié d'« organisation terroriste », de représailles contre ses intérêts, en réponse de son implication « flagrante » dans la guerre civile syrienne.
Le 5 juin, à la suite de la victoire du régime syrien à Qousseir, l'Iran félicite Damas pour son succès, se réjouissant que de ce fait les « voies pour acheminer les armes illégales » aux groupes rebelles aient été fermées entre la Syrie et le Liban, et la Ligue arabe condamne l'implication du Hezbollah libanais dans le conflit.
Le 13 juin, la France envisage, à nouveau, d'armer les rebelles, et, en tout cas, encourage «  les pays qui livrent déjà des armes aux opposants, à savoir l'Arabie saoudite, le Qatar et la Turquie, de continuer à le faire pour répondre à l'appel au secours lancé par le général Idriss », Laurent Fabius déclarant à la télévision française « Si l'on n'est pas capable d'empêcher l'Iran de prendre la main sur la Syrie, quelle crédibilité aura-t-on en exigeant qu'elle n'ait pas l'arme atomique ? », mais un diplomate confie au journal Le Monde que seule « une livraison massive d'armes pourrait faire pencher la balance », et que pour cela « il faudrait le feu vert des États-Unis, seuls capables d'orchestrer une telle opération. Or, pour le moment, c'est loin d'être acquis ».
Le 14 juin, les Frères musulmans d’Égypte, dont le président est Mohamed Morsi issu de ce parti, appellent à la « guerre sainte » contre le régime syrien, le porte-parole de ce parti égyptien dit avoir lancé cet appel en réaction aux Libanais du Hezbollah, accusés d'avoir exhorté à créer les conditions d'une « guerre de religion » en s'engageant en faveur du régime syrien, suivant de cette manière les dizaines de célèbres oulémas sunnites réunis au Caire, qui ont appelé au djihad en Syrie, estimant que l'implication de l'Iran et du Hezbollah constituait « une guerre déclarée à l'islam et aux musulmans ». La destitution de Mohamed Morsi par l'armée égyptienne, un mois plus tard, et l'interdiction des Frères musulmans en Égypte, qualifiés de « terroristes », limitera les effets de cet appel.
Le 22 juin, réunis à Doha, les onze amis de la Syrie, qui soutiennent l'opposition au régime de Bachar el-Assad, condamnent « vivement le rôle croissant joué par l'Iran et le Hezbollah libanais dans la crise syrienne », mais sans parvenir à un consensus sur la fourniture d'armes à la rébellion : « chacun choisissant son approche, augmenter la portée et l'ampleur de [son] assistance à l'opposition politique et militaire ».
Mi-juillet, le secrétaire général de l'ONU Ban Ki-moon, la Coalition nationale syrienne et l'Iran ont appelé à une trêve complète durant le mois du ramadan.
Le 4 août, le nouveau président iranien, Hassan Rohani, recevant à Téhéran le premier ministre syrien, Waël Al-Halaq, déclare que « rien ne pouvait affecter les relations de l'Iran chiite avec la Syrie de M. Assad ».
Durant l'été, deux attentats sont commis dans la banlieue sud de Beyrouth, fief du mouvement chiite libanais Hezbollah, et revendiqués par des groupes rebelles syriens inconnus. Ils font des dizaines de morts et des centaines de blessés.
À la suite de nouvelles accusations d'usage d'armes chimiques par le régime syrien contre des rebelles le 21 août, l'Iran a déclaré que le gouvernement syrien ne pouvait être l'auteur d'attaques chimiques, dans la mesure où le régime a d'ores et déjà le dessus sur le plan militaire et « Si le recours à des armes chimiques est avéré, il sera le fait de groupes terroristes, car ceux-ci ont prouvé par leurs actes qu'ils ne reculent devant aucun crime » a argué le chef de la diplomatie iranienne, Mohammad Javad Zarif. Puis, le président Rohani a déclaré « Nous condamnons l'utilisation des armes chimiques. La République islamique, qui a elle aussi été victime des armes chimiques, demande à la communauté internationale d'employer toute sa force pour empêcher l'utilisation de ces armes, notamment en Syrie ». En réponse aux menaces occidentales d'actions militaires contre Damas, l'Iran affirme « Si les États-Unis franchissent cette ligne rouge, il y aura de dures conséquences pour la Maison Blanche », et « Sans aucun doute, après l'attaque contre la Syrie, tous les jours, des milliers de missiles vont ravager les installations vitales du territoire occupé [terme désignant Israël] », écrit dans un quotidien iranien un proche du Guide de la révolution. Cependant, la Russie et la Chine préconisent l'envoi sur place d'inspecteurs des Nations unies, la Russie défendant même la thèse d'une responsabilité des rebelles syriens,,. Finalement, sera retenue la proposition, initialement russe, de faire mettre sous tutelle internationale l'arsenal d'armes chimiques de la Syrie, sous la surveillance d'experts,.
Mi-septembre, le nouveau président iranien, Hassan Rohani, se dit « prêt à (...) faciliter le dialogue » entre le régime de Bachar Al-Assad et l'opposition (éventualité refusée par Bachar el-Assad début octobre, sauf si les opposants déposent les armes), et à continuer à pratiquer des « rendez-vous constructifs », notamment avec des dirigeants occidentaux ; puis, le 24 septembre devant l'assemblée générale de l'ONU, il a affirmé que l'Iran est déterminé à agir « de manière responsable concernant la sécurité régionale et internationale », « Nous défendons la paix basée sur la démocratie et le bulletin de vote partout dans le monde, y compris en Syrie et au Bahreïn et dans d'autres pays de la région », « Il n'y a pas de solutions violentes aux crises du monde ».
Début octobre, à quelques jours de l'ouverture des négociations à Genève sur le nucléaire iranien, le ministre des affaires étrangères américain, John Kerry, a dit attendre les nouvelles propositions de son homologue iranien et a laissé entrevoir une possible « récompense » en cas d'avancée substantielle : la participation de l'Iran à la conférence de Genève 2 sur l'avenir de la Syrie, censée se tenir en novembre.
Fin octobre, les images d'un cadreur de l'armée iranienne est retrouvée en Syrie, à côté de son corps sans vie. Ses films montrent clairement que des soldats de l'armée iranienne forment et encadrent des combattants pro-régime, mais aussi participent parfois aux combats contre les rebelles.
Le 19 novembre, l'ambassade d'Iran au Liban est victime d'un attentat suicide revendiqué par « les brigades Abdullah Azzam, un groupuscule islamiste lié à Al-Qaïda » en Irak. Il y a eu 24 morts, dont au moins un diplomate iranien, et 150 blessés. L'Iran parle d'un « crime inhumain et haineux des sionistes et de leurs mercenaires », les États-Unis ont déclaré « Les États-Unis condamnent avec force les attentats terroristes à la bombe, insensés et abjects, contre l'ambassade iranienne à Beyrouth »,.
La conférence de paix Genève 2 sur la Syrie, prévue en novembre, est repoussée au 22 janvier 2014. La participation ou non de l'Iran, et de l'Arabie saoudite, sont en question et d'ailleurs l'opposition syrienne, « extrêmement divisée sur le sujet », a annoncé son accord pour participer à des négociations de paix, à la condition que le président Bachar Al-Assad quitte le pouvoir et soit exclu de toute phase transitoire du nouveau pouvoir en Syrie, ce qui est exclu par le régime en place. « La présence de l'Iran à la conférence de Genève 2 sera importante afin de résoudre la crise syrienne, et nous sommes prêts à participer aux négociations sans précondition », a déclaré Mohammad Javad Zarif, le ministre des affaires étrangères iranien. En tout cas, « les djihadistes et les rebelles islamistes, majoritaires sur le terrain, ont rejeté l'initiative diplomatique ». Fin décembre, les États-Unis restent opposés à la participation de l'Iran, alors que la Syrie y est favorable.
Dans la seconde moitié de novembre, les forces pro-gouvernement syrien se sont emparées de Qara puis de Deir Attiya, dans la région de Qalamoun, place forte des rebelles, avec l'aide du Hezbollah et de milices chiites irakiennes,.
En décembre, à la suite d'un attentat au Liban contre un politicien libanais favorable aux rebelles syriens, le Hezbollah et le régime syrien sont conjointement mis en cause par des politiciens libanais, ainsi qu'au sujet d'autres assassinas similaires.
À la fin de l'année 2013, l'Observatoire syrien des droits de l'homme dénombre environ 126 000 morts dans cette guerre civile.

### En 2014
Le 3 janvier, après de long mois d'affrontements larvés, première attaque de l'ensemble des rebelles contre l'État islamique en Irak et au Levant, « incarnation d’Al-Qaïda au Proche-Orient » : « débutés dans la province d'Alep (nord), les affrontements se sont propagés à celles d'Idlib (nord-ouest), Rakka (est) et Hama (centre) »,.
À l'approche de la conférence Genève 2, qui doit débuter le 22 janvier, et sous la pression des événements qui lui sont défavorables sur le terrain, l'opposition syrienne est divisée au sujet d'y aller ou non, sachant que le régime de Bachar el-Assad a prévu d'y participer mais nullement de renoncer au pouvoir en Syrie, et les forces de l'opposition en discutent de réunion en réunion, à Cordoue, à Paris pour les pays soutenant l'opposition, à Istanbul. La participation de l'Iran, officiellement écartée, est soutenue par le secrétaire général de l'ONU et la Russie, les États-Unis proposent un rôle subalterne que l'Iran a refusé. Hassan Rohani, le président de l'Iran, affirme que la conférence de paix serait un échec si son pays n'y participait pas et affirme appuyer une solution politique au conflit, mais l'Iran est accusé, malgré ses démentis, de fournir un soutien militaire et financier à Damas. Entre le 19 et le 20 janvier, Ban Ki-moon, secrétaire général de Nations unies et organisateur de Genève 2, envoie une invitation officielle à l'Iran, puis y renonce sous la menace de l'opposition syrienne de ne pas venir, et cette ultime décision de M. Ban est justifiée « par le refus iranien de soutenir un gouvernement de transition en Syrie, condition préalable posée par la France, le Royaume-Uni et les États-Unis »,. Le lendemain, le vice-ministre des affaires étrangères iranien, Abbas Araghchi, interrogé par la télévision d’État syrienne a déclaré « Il est clair qu'une solution globale à la question syrienne ne pourra être trouvée si toutes les parties influentes ne sont pas impliquées dans le processus » ; avis partagé par la Russie. Le 15 février, ces négociations s’arrêtent sur un constat d'échec.
Le 21 janvier a lieu un attentat à Beyrouth dans le quartier du Hezbollah, revendiqué par le « Front Al-Nosra au Liban » qui a déclaré « Nous avons répondu aux massacres menés par le parti de l'Iran par une opération martyre dans son territoire des quartiers sud » de Beyrouth. C'est le sixième attentat en six mois.
Le 23 janvier, au forum économique de Davos, le président iranien Hassan Rohani, dans un discours « charmeur » à destination des hommes d'affaires occidentaux, propose, au sujet de la Syrie, d'essayer de faire « cesser le bain de sang », puis d'en faire sortir « les terroristes venus d'ailleurs » et enfin d'y organiser des élections libres, « sans interférence des forces étrangères ».
Le 17 février, à la suite de l'échec de Genève 2 l'avant veille, le secrétaire d’État américain John Kerry déclare « Le régime a fait obstruction [dans les négociations], il n'a rien fait sinon de continuer à bombarder son propre peuple avec des barils d'explosif et à détruire son propre pays. Et je regrette de devoir dire qu'il le fait avec le soutien accru de l'Iran, du Hezbollah et de la Russie ».
Le 19 février, de nouvel attentat dans le quartier du Hezbollah à Beyrouth (4 morts et plus de 120 blessés), revendiqué par « les brigades Abdallah Azzam » sur leur compte Twitter : « Nous allons continuer à frapper les centres politiques, sécuritaires et militaires de l'Iran et son parti au Liban [le Hezbollah] jusqu'à la réalisation de deux objectifs : le départ de la Syrie de ce parti de l'Iran et la libération de nos prisonniers détenus dans les geôles libanaises ». Le 16 mars un attentat « dans un fief du Hezbollah chiite dans l'est du Liban, près de la frontière syrienne », revendiqué par le « Front Al-Nosra au Liban » et par un autre groupe armé sunnite moins connu, « Liwa Ahrar Al-Sunna ».
Le 2 mai est signé, en présence de l'ambassadeur d'Iran en Syrie, une trêve de 24 ou 48 heures entre les forces rebelles et les forces du régime pour que soient évacués du centre de Homs les rebelles assiégés depuis deux ans, en contrepartie de l'ouverture d'un couloir d'accès dans les sièges que mènent les rebelles à deux villes fidèles au régime, Noubl et Al-Zahraa, « afin de permettre l'acheminement d'une aide ».
Le 22 mai, le Wall Street Journal affirme que l'Iran recrute des réfugiés afghans en les payant pour devenir des soldats pour le régime syrien, informations démenties par le ministère des affaires étrangères iranien.
Aux élections présidentielles syriennes organisées le 3 juin par le régime, l'Iran envoie des observateurs pour superviser le scrutin, tout comme d'autres pays alliés de Damas : Russie, Ouganda, Venezuela, Tadjikistan. Bachar el-Assad est reconduit au pouvoir face à deux candidats qui ne seraient que « des faire-valoir ».
Le 9 juin, le président iranien, Hassan Rohani, entame une visite officielle en Turquie. Lui et le premier ministre turc Recep Tayyip Erdogan ont évoqué la Syrie, leur principal sujet de désaccord, mais ont également réaffirmé leur objectif de développer leurs liens commerciaux, déjà en augmentation en 2013, notamment au sujet du gaz iranien (l'Iran détient la deuxième réserve mondiale). Au sujet des négociations sur le prix du gaz, « J'espère que nos deux ministres parviendront à un accord pour fournir plus de gaz iranien aux consommateurs turcs » a déclaré M. Erdogan.
Début septembre, à la mise en place par les États-Unis de la coalition internationale contre l’État islamique amenée à intervenir en Irak et en Syrie, l'Iran exprime ses doutes sur le « sérieux et la sincérité » de cette coalition internationale « pour s'attaquer aux vraies causes du terrorisme », et a accusé certains pays de la coalition, sans les nommer, d'avoir « fourni un soutien financier » aux djihadistes en Irak et en Syrie, alors que « d'autres espèrent apporter des changements politiques en Irak et en Syrie pour leurs propres intérêts ». L'Iran affirme fournir aides et conseils aux gouvernements irakien et syrien, et aux Kurdes irakiens contre les djihadistes. « Contenir l’État islamique est une chose, mais l’éliminer demande une vraie coopération » entre les États-Unis et l'Iran, assure un diplomate iranien. Alors qu'une telle coopération officielle est exclue par les États-Unis, elle est possible aux yeux de l'Iran mais est conditionnée à la participation du président syrien Bachar Al-Assad. Sans lui, estime l’Iran, la lutte contre l’EI est vouée à l’échec, estimant que les rebelles syriens modérés ne « diffèrent que peu des radicaux de l’État islamique » (c'est aussi l'opinion de la Russie). Par ailleurs, l’Iran n’est pas prêt à travailler avec l'Arabie saoudite accusée par lui de soutenir et financer l’État islamique. L'Iran, exclu de la conférence internationale de Paris pour la mise en place de la coalition, a affirmé que cette dernière allait « violer la souveraineté des États, sous prétexte de lutter contre le terrorisme », et l'ayatollah Ali Khamenei, guide suprême de la révolution, a critiqué à la télévision iranienne « les déclarations des responsables américains sur la constitution [d'une coalition] contre l’État islamique », qui « sont vides de sens, creuses et opportunistes, et les contradictions dans leurs attitudes et déclarations en sont la preuve ». À l'ONU, alors que l'Irak regrette la non participation de l'Iran, John Kerry a concédé que « Pratiquement chaque pays dans le monde a un rôle à jouer, y compris l'Iran ».
Le 20 septembre, attentat contre le Hezbollah, au Liban, non revendiqué.

### En 2015
Le 18 janvier, l'aviation israélienne bombarde une position du Hezbollah en Syrie, ce qui provoque la mort de plusieurs officiers iraniens, dont un général, ainsi que des membres importants du Hezbollah.
Le 9 février, lancement d'une attaque des forces fidèles au régime syrien, dont le Hezbollah, dans la province de Deraa, l’une des places fortes de la rébellion modérée (l'ASL, entre autres), qui jouxte la Jordanie. La télévision d’État syrienne a reconnu la participation à cette offensive de combattants du Hezbollah et d’officiers iraniens.
Le 12 février, la Russie présente une résolution au Conseil de sécurité de l'ONU, parrainée par trente-sept pays, dont les principaux protagonistes du conflit syrien (Syrie, États-Unis, Royaume-Uni, France, Irak, Iran et Jordanie notamment), contre les groupes djihadistes comme l’État islamique (EI) ou le Front Al-Nosra : il s'agit « de geler les avoirs de ces groupes qui combattent le régime syrien, de ne pas commercer directement ou indirectement avec eux et de contrôler le trafic de camions passant notamment par la frontière turque ». Résolution adoptée à l'unanimité.
En mai, on estime à 220000 le nombre de morts dans cette guerre civile. Fin mai, les États-Unis, l'Iran et l'Irak se rejettent l'un l'autre la responsabilité de l'échec de la lutte contre l'État islamique en Irak, et l'Iran affirme qu'il « doit aider les pays exposés à l’État islamique, dont la Syrie ».
Début juin, à la suite d'une série d'échecs militaires des forces loyales au régime face aux rebelles et à l'EI, l'Iran envoie des troupes en renforts au régime syrien : « un contingent de plusieurs milliers de combattants, composé à la fois d’Iraniens et de mercenaires chiites irakiens », dans l'objectif d'arriver à « 10 000 hommes pour épauler l’armée et les milices progouvernementales », ainsi « plusieurs avions en provenance de Téhéran ont débarqué des milliers d’hommes en armes à Lattaquié ». Le président iranien Hassan Rohani, a promis que « le gouvernement et le peuple iraniens resteront au côté du gouvernement et du peuple syriens jusqu’au bout du chemin ».
Durant l'été, à la suite de l'accord sur le nucléaire iranien, des discussions diplomatiques s'engagent entre les différentes parties, laissant entrevoir la mise en place d'une issue politique où la Russie convaincrait l'Iran d'accepter de lâcher Bachar el-Assad. Mais l'Iran, qui semble « tout à fait opposé à cette idée », annonce qu'il proposera prochainement un plan de paix : « Ce plan sera présenté au secrétaire général de l’ONU après la fin des discussions détaillées entre Téhéran et Damas », a précisé le vice-ministre des affaires étrangères iranien, Hossein Amir Abdollahian. Le 5 septembre, Vladimir Poutine éclaircit publiquement ses objectifs : « bâtir une coalition anti-État islamique (EI), alternative à celle conduite par les États-Unis, à laquelle participerait Damas » et l'Iran. Le 30 septembre, débute l'intervention militaire de la Russie en Syrie, principalement par l'aviation, et coordonnée, au plus haut niveau de décision, avec les moyens au sol déployés par le régime syrien et l'Iran.
Le 8 septembre « le président iranien Hassan Rohani a annoncé que l’Iran était prêt à discuter de la paix en Syrie avec tous les pays concernés, y compris avec son rival saoudien et avec les États-Unis ». Le lendemain, l’ayatollah Ali Khamenei, le guide suprême a lancé :« Nous avons accepté de négocier avec les États-Unis sur la question nucléaire pour des raisons précises et nos négociateurs se sont montrés à la hauteur. [Les Américains] se sont bien comportés durant ces discussions, mais nous n’avons pas et nous n’autoriserons pas d’autres négociations avec les Américains ».
Le 16 septembre, Bachar el-Assad affirme « L’Iran se tient aux côtés de l’État syrien politiquement, économiquement et militairement. Quand nous disons militairement, cela ne signifie pas, comme l’affirment certains médias occidentaux, que l’Iran envoie son armée ou des forces armées en Syrie. Cela est faux ».
En septembre, les diplomates occidentaux se tournent de plus en plus vers l'Iran dans l'espoir qu'il saura initier une solution politique à la guerre civile, et ne posent plus comme préalable aux discussions une acceptation du départ du pouvoir de Bachar el-Assad. Le 28 septembre, le président iranien affirme que les discussions sur des réformes politiques en Syrie pourront débuter une fois les « terroristes » vaincus sur le terrain, et précise que la Russie partage l’opinion de Téhéran.
Peu après le 30 septembre, début des frappes aériennes russes, l'Iran aurait envoyé en Syrie « des milliers de soldats » en soutien à l'intervention russe. En octobre, deux généraux iraniens sont tués en Syrie.
Le 23 octobre, à Vienne en Autriche, a lieu une réunion entre la Russie, les États-Unis, l’Arabie saoudite et la Turquie, sorte de réunion préparatoire où ces quatre acteurs principaux de cette guerre civile s'accordent sur plusieurs points : inviter l'Iran à la prochaine conférence du 30 octobre au même endroit, ne plus poser le départ de Bachar el-Assad comme a-priori de négociation. À la réunion du 30 octobre, toujours à Vienne, douze délégations se retrouvent, dont les États-Unis, la Russie, l'Iran, l'Arabie saoudite, le Qatar, la Turquie, l'Angleterre et la France, mais ni le régime syrien, ni l'opposition syrienne. Un accord général s'est fait autour des points suivants : « le respect de l’unité de la Syrie, l’intégrité de ses institutions, un cadre pour l’instauration d’un cessez-le-feu, la relance de négociations entre le gouvernement et l’opposition et la tenue de nouvelles élections ». Le sort de Bachar el-Assad divise toujours les participants à la conférence : les États-Unis avanceraient que « l’enracinement et l’attractivité de l’État islamique découlent directement des actions du régime Assad  et que donc son maintien en place est une garantie de survie pour les djihadistes », « Le vice-ministre iranien des affaires étrangères, Hossein Amir Abdollahian, s’est félicité que Téhéran ait réussi à empêcher l’inclusion d’un calendrier de départ pour Assad, et l’Iran a laissé entendre qu’il accepterait une période de transition politique de six mois suivie d’élections dans les dix-huit mois pour décider de son sort ». Un accord a été trouvé « pour confier aux Nations unies, et non à M. Assad, le soin d’organiser les élections », « l’ONU se verra également confier la tâche de définir la liste des organisations terroristes ». La Russie a exprimé le même avis que l'Iran, mais, sous la pression de leur intervention très coûteuse et dans la crainte d'un enlisement, a semblé plus prête au dialogue sur l'avenir de Bachar el-Assad. Il apparaît à l'issue de cette conférence que « un accord est illusoire sans l’aval de l’Iran, qui apporte un soutien direct à Damas, et de l’Arabie saoudite, principal soutien des groupes rebelles ». D'ailleurs, « réunis pour la première fois autour d’une même table à Vienne, Riyad et Téhéran ont eu des échanges virils »,.
Le 18 décembre 2015, « le Conseil de sécurité des Nations unies est parvenu pour la première fois à s’accorder sur un compromis de sortie de crise politique en Syrie. Si la résolution, votée à l’unanimité par ses 15 membres, accroît la pression internationale pour « mettre fin au massacre […] et préparer le terrain à un gouvernement », elle ne fait aucune mention du sort du président Bachar Al-Assad, à la demande de la Russie et de l’Iran », « la Coalition nationale syrienne (CNS), principale formation de l’opposition en exil, a décrit l’accord comme irréaliste, ajoutant même qu’il « torpille » les résultats de la récente réunion des forces de l’opposition à Riyad ». « L’Iran a de son côté rappelé qu’il continuait à soutenir le gouvernement d’el-Assad contre les groupes armés de l’opposition, qu’il considère comme « terroristes ». « La candidature de Bachar el-Assad [pour la présidence] à la fin de ce processus politique dépend de lui-même et en fin de compte il appartient aux Syriens de décider », a déclaré Hossein Amir Abdollahian, chef de la diplomatie iranienne ».
Fin 2015, on estime à 250 000 le nombre de tués dans cette guerre civile.

### En 2016
Début 2016, on dénombre officieusement plus de 210 mort iraniens en Syrie, ainsi que plus de 870 membres du Hezbollah morts. Une large part de la population iranienne semble favorable à l'intervention de leur pays en Syrie, pour des raisons religieuses et surtout nationalistes (« Cernés par trois guerres – en Syrie, en Irak et en Afghanistan – et par des mouvements djihadistes résolument anti-chiites, les Iraniens ont le sentiment de vivre sur « un îlot » de stabilité »), et voit maintenant le corps des Gardiens de la révolution islamique sous un jour plutôt flatteur.
Le 21 mars 2016, le chef du Hezbollah, Hassan Nasrallah, a déclaré que cette organisation continuera de combattre au côté du régime syrien jusqu’à la défaite des djihadistes de l’État islamique et du Front Al-Nosra, branche locale d’Al-Qaïda, affirmant que même si les iraniens partent de Syrie, le Hezbollah y restera, ainsi que « Nous voulons une solution politique ».
En mars 2016, « l’armée et les milices syriennes sont appuyées à Palmyre par le Hezbollah libanais, qui joue un rôle majeur, ainsi que par une unité afghane des Gardiens de la révolution iraniens », et par l'aviation russe, pour reprendre cette ville à l'EI.
Le 4 avril, le général iranien Ali Arasteh, officier de liaison adjoint des forces terrestres, annonce à l'agence de presse Tasnim que des commandos de l'armée régulière iranienne ont été envoyés en Syrie comme conseillers.

## Les pertes
Selon The Washington Post, au moins 67 Iraniens sont tués en octobre et novembre 2015, ce qui représente une augmentation, les pertes étant habituellement d'environ 10 tués par mois depuis 2013 d'après Ali Alfoneh, expert iranien de la Foundation for Defense of Democracies, basée à Washington. Selon l'historien Stéphane Mantoux, 172 soldats iraniens sont tués en Syrie de septembre 2015 à février 2016.
Le général Hossein Hamadani, un haut commandant des gardiens de la révolution islamique (GRI) en Iran, a été tué par l'EI dans la région d’Alep, d'après une information officielle diffusée le 9 octobre 2015. Le 13 octobre, deux hauts gradés de l'unité des Gardiens de la Révolution islamique iranienne, le général de division Farshad Hasounizadeh et le brigadier-général Hamid Mokhtarband, sont tués en combattant l'EI.

## Opinion de la population syrienne
En juillet 2015, un sondage commandé par la BBC est mené en Syrie par l'institut international ORB. Il porte sur un échantillon de 1 365 personnes, dont 674 en zone contrôlée par le gouvernement syrien, 430 en zone contrôlée par les rebelles, 170 en zone contrôlée par l’État islamique et 90 en zone contrôlée par les Kurdes. Les résultats sont cependant à prendre avec précaution, les sondés ayant pu orienter leurs réponses par craintes de représailles. À la question : « Que pensez-vous de l'influence de cet acteur (l'Iran) sur la guerre en Syrie ? » les réponses sont :
- En zone contrôlée par le gouvernement syrien : 36 % « Complètement positive », 30 % « Plutôt positive », 13 % « Plutôt négative », 19 % « Complètement négative », 2 % « Ne sais pas » ;
- En zone contrôlée par les rebelles : 7 % « Complètement positive », 11 % « Plutôt positive », 23 % « Plutôt négative », 57 % « Complètement négative », 2 % « Ne sais pas » ;
- En zone contrôlée par l'État islamique : 5 % « Complètement positive », 19 % « Plutôt positive », 27 % « Plutôt négative », 48 % « Complètement négative », 1 % « Ne sais pas » ;
- Ensemble de la Syrie : 21 % « Complètement positive », 22 % « Plutôt positive », 19 % « Plutôt négative », 36 % « Complètement négative », 2 % « Ne sais pas ».

## Retrait
À la suite du renversement, en décembre 2024, du régime Assad favorable à l'Iran, environ 4 000 Iraniens sont évacués de Syrie à bord d'une dizaine de vols organisés par la compagnie iranienne Mahan Airlinesdepuis la base aérienne de Hmeimim. Selon le porte-parole du ministère iranien des Affaires étrangères Esmail Baqaei, il s'agit de combattants mais aussi de conseillers et de diplomates ainsi que leurs familles. Selon le Wall Street Journal, les officiers du corps des gardiens de la révolution islamique et les combattants du Hezbollah se sont retirés par voie terrestre vers l'Irak et le Liban. Des stocks d’armes et d’équipements sont abandonnés par l'Iran, certains sont détruits par les frappes israéliennes, d'autres sont saisis par des factions rebelles, notamment Hayat Tahrir al-Cham, qui a pris le pouvoir à Damas. Le nouveau pouvoir syrien, par la voix du leader de HTC, Ahmad el-Chareh, reconnait l’importance régionale de l’Iran, tout en appelant à une refonte des relations basée sur le respect mutuel et la non-ingérence.

### Affaiblissement de l'Iran à la suite de la chute du régime Assad
Alors que l'Iran a massivement investi en Syrie depuis des décennies pour soutenir le régime en place et développer sa propre influence, un grand nombre de ces investissements sont à présent fortement remis en cause, provoquant de facto un fort affaiblissement économique et diplomatique. 
En effet, l'investissement cumulé de l'Iran en Syrie représente probablement plus de 30 milliards de dollars, qui se retrouvent à présent entre les mains d'un pouvoir politique hostile à ce pays.
Depuis le début de la guerre civile, l'Iran a en effet investi dans des sites militaires tels que la base de Deir ez-Zor en 2013, le centre logistique de Lattaquié en 2015, incluant des entrepôts sécurisés et des tunnels souterrains, ainsi que la base aérienne T-4 de Tiyas, près de Palmyre, en 2017. Ces sites étant à présent aux mains d'un force hostile, elles ne permettent plus les mouvements de troupe iraniens pour soutenir le Hezbollah.
De même, l'Iran a investi de lourdes sommes dans des lieux culturels tels des sanctuaires chiites comme ceux de  Sayyida Zaynab ou de Sayyida Rouqayya, au travers des organisations suivantes : Khatam al-Anbiya Construction Headquarters, la fondation Imam-Khomeini et Jihad Foundation. Ces lieux renforce l'influence culturelle du régime iranien chiite et génèrent des revenus via les fidèles, revenus à présent aux mains du nouveau régime syrien. Les nouvelles autorités syriennes, hostiles au chiisme, ne feront probablement rien pour entretenir ces sanctuaires tels qu'ils rayonnaient.
Des entreprises iraniennes liées au pouvoir ont investi en Syrie. La Fondation pour le logement, sous le contrôle du guide suprême, ont reconstruit et rénové de nombreux immeubles à Alep, détruit par le régime Assad et l'aviation russe. Deux entreprises d'état, Khatam al-Anbiya Construction et l’Iran Marine Industrial Company,  ont reconstruit des routes et des ports stratégiques, investissements qui vont à présent bénéficier au nouveau régime. Par ailleurs, les futurs projets d'investissements étrangers vont très probablement redirigés au bénéfice d'autres pays tel que la Turquie ou l'Arabie saoudite, plus proche du pouvoir syrien actuel.
Dans le domaine économique, il faut ajouter que la Syrie servait massivement à l'Iran comme corridor pour esquiver les sanctions américaines ; des entreprises syriennes servaient d'intermédiaire pour les exportations ou les importations vers le Liban ou des États d'Europe de l'Est. Ces contrats vont être affectés par le nouveau régime, qui ne souhaite pas soutenir l'Iran. 
Le système bancaire iranien va être également fortement impacté. De nombreux prêts ont été accordés au pouvoir Assad pour des investissements, et le nouveau pouvoir a non seulement des moyens limités, mais également des objectifs différents. Les banques impactées sont la Bank Sepah, pour des projets énergétiques, la Bank Melli pour des projets agricoles et industriels, la Bank Saderat pour des projets transfrontaliers et la Syrian-Iranian Joint Bank pour des projets stratégiques. Alors que le remboursement de ces crédits devient incertain, le système bancaire est déjà dans une situation difficile du fait des sanctions internationales et d'une gestion internes déficiente.